# La enfermedad incurable
La enfermedad incurable es una pieza teatral escrita por el actor, director, escritor y director chileno Sebastián Mancilla Olivares. Fue estrenada en 1996 en el Cine Teatro de Catamarca, Argentina dirigida por él mismo. Volvió a representarse en 2001 con gran éxito en el Teatro Urbano Girardi de la misma provincia, bajo su misma dirección con un nuevo elenco, el cual marcaría el regreso del grupo creado por el escritor.[cita requerida]
El elenco del primer estreno contaba con actores desconocidos en esa época como Alatzar, Ismael Morandini, Lu Rodríguez y Juliana Reyes en los roles protagónicos. En su estreno hizo furor debido a los jóvenes que eran los actores pero con una fuerte destreza actoral para una trama muy fuerte.[cita requerida]

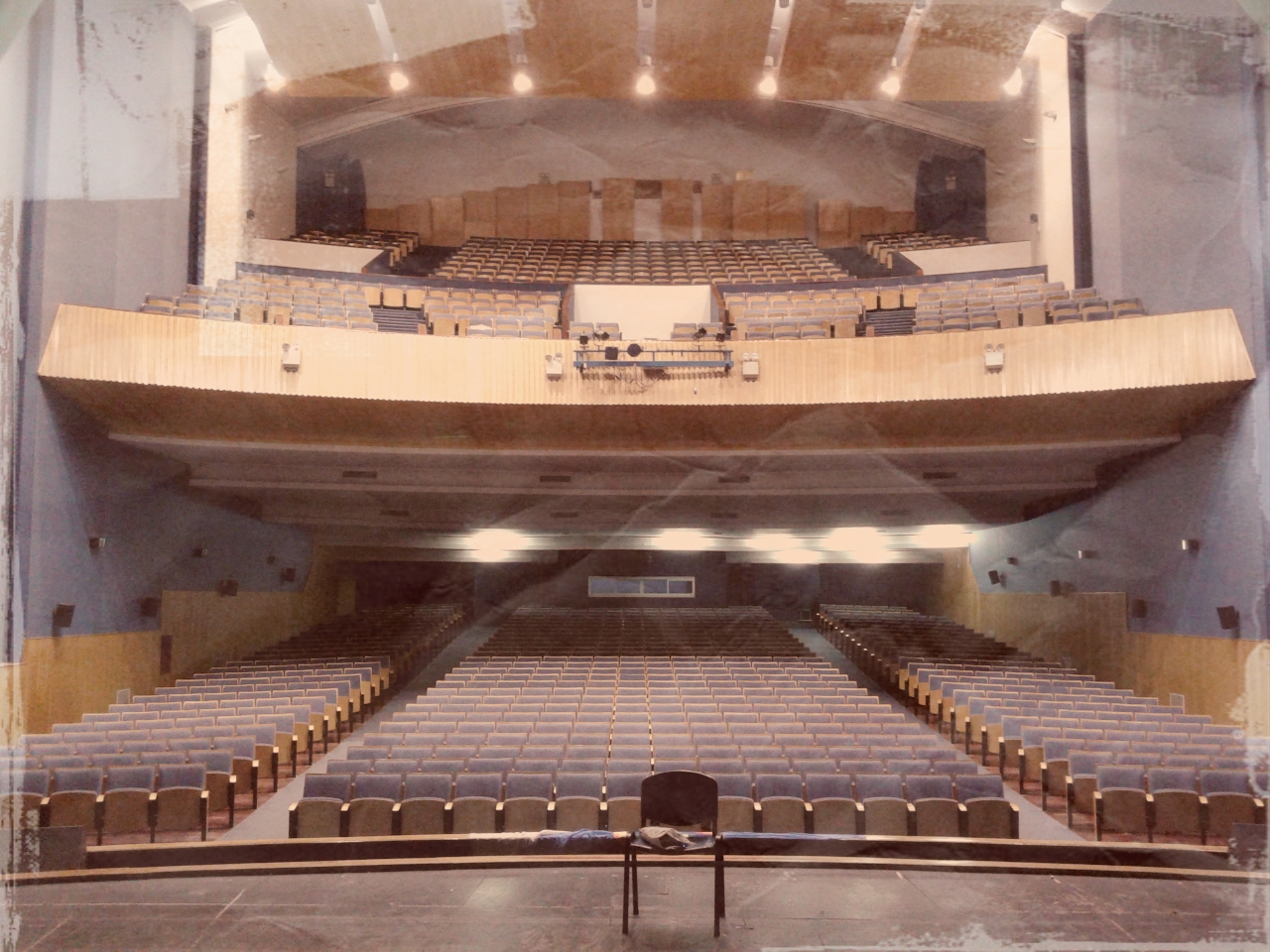
Cine Teatro Catamarca, ubicado en San Fernando del Valle de Catamarca, Argentina.

## Sinopsis
Todas las noches, Juan es atacado por una enfermedad, la epilepsia, la cual padece como un trastorno crónico desde su nacimiento y con el tiempo empeora, pero la medicina logra alargar la esperanza de vida de este que era hasta los once años. Al pasar los años, los médicos le dicen a Eleonora, la madre de Juan que lo más probable es que muera al cumplir dieciocho años, por el avance de la enfermedad. Sabiendo Juan, que en cualquier momento o más precisamente a los dieciocho años va a morir, decide vivir la vida como si cada día fuera el último. Es así que en uno de sus recorridos, conoce a Celina, una muchacha que vende discos vintages en una tienda a unas cuadras de la casa de este. Con el tiempo entablan una excelente relación de amistad, que luego se convierte en algo más profundo que es amor.

## Elenco
Elenco 1995/1996:
- Ismael Morandini - Juan Marchetti
- Lu Rodríguez - Celina Echague
- Juliana Reyes - Eleonora Aruzzi de Marchetti
- Alatzar - Juan Marchetti (Niño)
- Pablo Marcolli - Tío Agusto
- Macarena Figueroa - Tía Marcia
- Micael Juárez - Doctor Terrille
- Javier Pérez
- Agustín Acosta
- Santiago Rivas

Elenco 2001:
- Agustín Figueroa - Juan Marchetti
- Micaela Linares - Celina Echague
- Cintia Díaz - Eleonora Aruzzi de Marchetti
- Santiago Acosta - Juan Marchetti (Niño)

## Curiosidades
- La segunda versión que fue en 2001 estuvo protagonizada por Santiago Acosta, el sobrino del autor de la obra.

- La obra estuvo financiada en su mayoría por el actor y director chileno.

- Alatzar tenía seis años cuando representó a Juan Marchetti; en un momento de la obra se debía encerrar en un cajón fúnebre, lo que le costó varias noches de sonambulismo al joven actor.

- Debido al éxito de esta obra los jóvenes actores Alatzar, Ismael Morandini, Lu Rodríguez y Juliana Reyes se convirtieron en grandes referentes de su tierra natal.

- La joven actriz Lu Rodríguez, quien realizaba el personaje de Celina al final de la obra nunca pudo evitar derramar lágrimas por el triste final.

- El joven actor Ismael Morandini, quien en la obra era el adolescente Juan Marchetti, trabajo durante seis meses para poder interpretar los ataques de epilepsia y migrañas crónicas que el personaje padecía.

- La actriz Juliana Reyes, quien daba vida a la compungida y abnegada madre de Juan, no podía contener las lágrimas cuando le hablaba mal a Juan (Ismael), siempre decía que era la parte que más le costaba.

- La obra se representó con el elenco original en Salta, Tucumán, Mendoza y Ushuaia.

- Se pensó en un remake de la historia pero debido al fallecimiento de la madre del autor en 2008, el proyecto se paralizó.

- El actor Ismael Morandini trabajo en un remake de la historia, que pensaba ser estrenada en 2010, al cumplirse aniversario del fallecimiento del director y autor de la obra, pero Ismael, tuvo un accidente mientras venía en ruta de Tucumán a Catamarca y perdió la vida.

- La actriz Lu Rodríguez, estaría pensando en retomar la idea de la remake.

- Se cree que Juan, el personaje sufre de catalepsia, aunque posee otros síntomas que indican que no sería su único padecimiento.

- Alatzar, quien posee los derechos de la obra, anunció que su versión de la La Enfermedad Incurable (Teatro) escrita por Sebastian Mancilla Olivares, se llamara "Ángeles de Amor" y planea estrenarse a fines de 2014.